# Campeonato Goiano de Futebol de 1985
O Campeonato Goiano de Futebol de 1985 foi a 42º edição da divisão principal do campeonato estadual de Goiás. O campeão foi o Atlético Goianiense que conquistou seu 8º título na história da competição. O Goiás foi o vice-campeão.

## Participantes
| Equipe       | Cidade    | Em 1984 | Participação | Títulos             |
| ------------ | --------- | ------- | ------------ | ------------------- |
| Anápolis     | Anápolis  | -       | -            | 1 (1965)            |
| Anapolina    | Anápolis  | -       | -            | 0 (não possui)      |
| Atlético     | Goiânia   | 4º      | 42ª          | 7 ( último em 1970) |
| Ceres        | Ceres     | -       | -            | 0 (não possui)      |
| Goianésia    | Goianésia | -       | -            | 0 (não possui)      |
| Goiânia      | Goiânia   | 2º      | 42ª          | 14 (último em 74)   |
| Goiás        | Goiânia   | -       | 42ª          | 7 (Último em 1983)  |
| Itumbiara    | Itumbiara | -       | -            | 0 (não possui)      |
| Monte Cristo | Goiânia   | -       | -            | 0 (não possui)      |
| Nacional     | Itumbiara | -       | -            | 0 (não possui)      |
| Rio Verde    | Rio Verde | 3º      | -            | 0 (não possui)      |
| Vila Nova    | Goiânia   | 1º      | -            | 11 (último em 84)   |

## Premiação
| Campeonato Goiano de 1985               |
| Goiânia                                 |
| --------------------------------------- |
| Atlético Goianiense Campeão (8º título) |